# Adeline Hayden Coffin

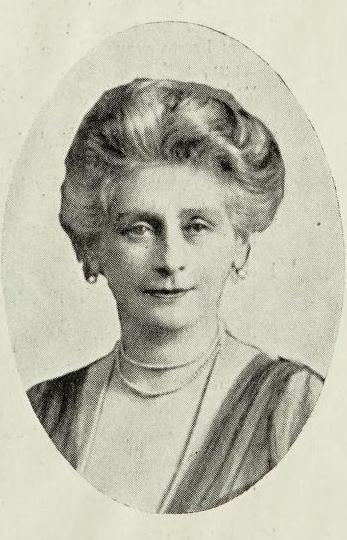
Adeline Hayden Coffin, 1922

Adeline Maria Elisabeth Hayden Coffin, geborene de Leuw (* 20. Juni 1862 in Gräfrath, Landkreis Solingen, Rheinprovinz; † 31. März 1939 in London-Kensington), war eine deutsch-britische Sängerin und Filmschauspielerin.

## Leben
Adeline war das älteste Kind des deutschen Landschaftsmalers Friedrich August de Leuw und dessen englischstämmiger Ehefrau Maria Frances Charrington (* 28. Juni 1831 in Hackney; † 1. Oktober 1908 in London-Hampstead). Mit ihren Eltern, ihrer Schwester und ihren zwei Brüdern wuchs sie in Haus Grünewald auf, das ihrem Großvater, dem Augenarzt Friedrich Hermann de Leuw, gehört hatte.
Adeline erhielt Gesangsunterricht bei dem aus Triest gebürtigen Komponisten, Dirigenten und Gesangslehrer Alberto Randegger, damals Gesangslehrer an der Royal Academy of Music und am Royal College of Music sowie Musikdirektor der Carl Rosa Opera Company des deutschstämmigen Theaterintendanten Carl Rosa. Ihren 28 Jahre älteren Lehrer heiratete sie 1884. 1892 wurde die Ehe geschieden, nachdem sie sich 1891 von ihm getrennt und als Klavier- und Gesangslehrerin selbständig gemacht hatte. Am 19. November 1892 vermählte sie sich in Cincinnati, Ohio, mit dem britischen Bariton und Schauspieler Charles Hayden Coffin, der ebenfalls Schüler von Randegger gewesen war. Diese Ehe blieb wie die erste kinderlos.
Zwischen 1917 und 1931 trat sie in verschiedenen britischen Filmen und Stummfilmen in Charakterrollen auf, oft als Mutter, Tante oder in der Gestalt einer Grande Dame bzw. einer Adeligen. Auch übersetzte sie das Theaterstück Lady Tetley’s Divorce (Mrs. Tetley’s Decree) unter dem Titel Lady Tetley’s Scheidung ins Deutsche, ein Schauspiel, das 1904 im Royalty Theatre in London aufgeführt wurde.
Die irische Komponistin Hope Temple, eine Freundin ihres späteren Ehemanns Coffin, widmete ihr 1889 das Lied Thoughts and Tears.

## Filmografie
- 1931: Other People’s Sins (Mrs. Vernon)
- 1929: The Burgomaster of Stilemonde
- 1928: Sexton Blake – Gambler (Lady Fairfield)
- 1928: The Dance of Death (Mutter)
- 1928: Guns of Loos (Lady Cheswick)
- 1926: The Woman Tempted (Mrs. Edworth)
- 1926: Der Apache, Originaltitel The Triumph of the Rat (Duchess de L’Orme)
- 1926: Hampton Court Palace (Mary Lassells)
- 1926: The Legend of Tichborne Dole
- 1925: An Inconvenient Infant
- 1925: Afraid of Love (Mutter)
- 1924: The Flying Fifty-Five (Tante)
- 1924: The Love Story of Aliette Brunton (Julia Cavendish)
- 1924: White Slippers (Mutter)
- 1924: The Alley of Golden Hearts
- 1923: Don Quixote (Herzogin)
- 1923: Faust
- 1923: In the Blood (Dowager Lady Crabtree)
- 1923: Bonnie Prince Charlie (Lady Clanronald)
- 1923: Dickens Up-to-Date
- 1923: Juliet and Her Romeo
- 1923: One Excited Orphan
- 1923: Stung by a Woman
- 1923: Tut-Tut and His Terrible Tomb
- 1923: This Freedom (Mrs. Aubyn)
- 1923: The Prodigal Son (Anna Stephenson)
- 1922: Tell Your Children (Nanny Dyson)
- 1922: The White Rat (Mrs. Barrington)
- 1922: The Scarlet Lady (Aunt Priscilla)
- 1921: The Bonnie Brier Bush (Margaret Howe)
- 1921: Christie Johnstone (Mrs. Gatty)
- 1921: A Sportsman’s Wife (Mrs. Dundas)
- 1920: Kissing Cup’s Race (Lady Corrington)
- 1920: The Holiday Husband
- 1920: The Great Day (Mrs. Beresford)
- 1920: The Call of the Road (Lady Ullswater)
- 1920: Twice Two (Mrs. Romer)
- 1920: The Black Spider (Lady Carfour)
- 1919: God’s Clay
- 1919: The Sands of Time (Mrs. Ross)
- 1919: The Knave of Hearts
- 1919: The Greater Love (Lady Henderson)
- 1919: The Power of Right
- 1919: After Many Days (Mrs. Irving)
- 1918: A Romany Lass
- 1916: The Manxman (Governor’s wife)